# 조지 앨런 토머스
조지 앨런 토머스(영어: George Alan Thomas, 1881년 6월 14일 ~ 1972년 7월 23일)는 영국의 배드민턴, 테니스, 체스 선수이다. 토머스는 영국 체스 선수권 대회에서 2번, 올잉글랜드 오픈 배드민턴 선수권 대회에서 21번 우승하였다.